# Alexis Morris
Alexis Morris (* 9. Juni 1999 in Beaumont, Texas) ist eine US-amerikanische Basketballspielerin.

## Leben
Morris wuchs in Beaumont Texas auf. Ihre Großmutter war Basketballtrainerin und ihr Vater spielte als Point Guard in der Natchez High School.
2017 startete sie ihre College-Basketball-Karriere an der Baylor University, wo sie von Kim Mulkey trainiert wurde. Jedoch durfte sie nicht für das Team spielen, weil sie gegen die Teamregeln verstoßen habe. Zudem wurde sie wegen des Angriffs auf eine Frau festgenommen. Kurze Zeit später kam auch Drogenbesitz hinzu. Sie wechselte anschließend an die Rutgers University, musste dort jedoch verletzungsbedingt nach der 2020er Saison aufhören. Nach einer Saison bei der Texas A&M University wechselte sie zur Louisiana State University, wo sie für die LSU Tigers spielte und erneut von Muslkey trainiert wurde.
Erst an der LSU gelang es ihr endlich ihren Weg zu finden, nachdem sie beinahe mit Basketball aufgehört hatte. Sie wurde zum zweitbesten Korbjäger. In der Saison 2022/23 hatte sie durchschnittlich 15,2 Punkte, 2,9 Rebounds und 4,0 Assists und eine Trefferquote von 42,9 %. In ihrem ersten Jahr bei den LSU Tigers waren sie das zweitbeste Team der Southeastern Conference. 2022/23 gewannen sie sie. Anschließend gewann das Team auch die NCAA Division I. Im Anschluss durfte das Team den US-amerikanischen Präsidenten Joe Biden im Weißen Haus besuchen.
2023 wurde sie beim WNBA Draft 2023 als Nummer 22 zu Connecticut Sun gedraftet. Jedoch wurde sie bei einem Pre-Season-Spiel gegen New York Liberty wieder entlassen. Bei den BET Awards 2023 war sie als Sportswomen of the Year nominiert.
Am 31. August 2023 wurde bekannt gegeben, das sie bei der türkischen Mannschaft Ilkem Yapi Tarsus, die in der höchsten Spielklasse der Türkischen Basketball-Föderation spielt, unterschrieben hat.